# Christina Höj Larsen
Christina Höj Larsen, född 26 augusti 1971 i Köpenhamn i Danmark, är en svensk politiker (vänsterpartist). Hon var ordinarie riksdagsledamot 2010–2022, invald för Västernorrlands läns valkrets.

## Biografi
Höj Larsen, som är född i Danmark, kom  till Sverige på 1990-talet för att studera i Göteborg. 2004 flyttade hon till Härnösand.

Hon var riksdagsledamot 2010–2022. I riksdagen var Höj Larsen suppleant i bland annat arbetsmarknadsutskottet, miljö- och jordbruksutskottet, näringsutskottet, socialförsäkringsutskottet och utrikesutskottet. 2014 valdes hon in som ordinarie ledamot i Vänsterpartiets partistyrelse.

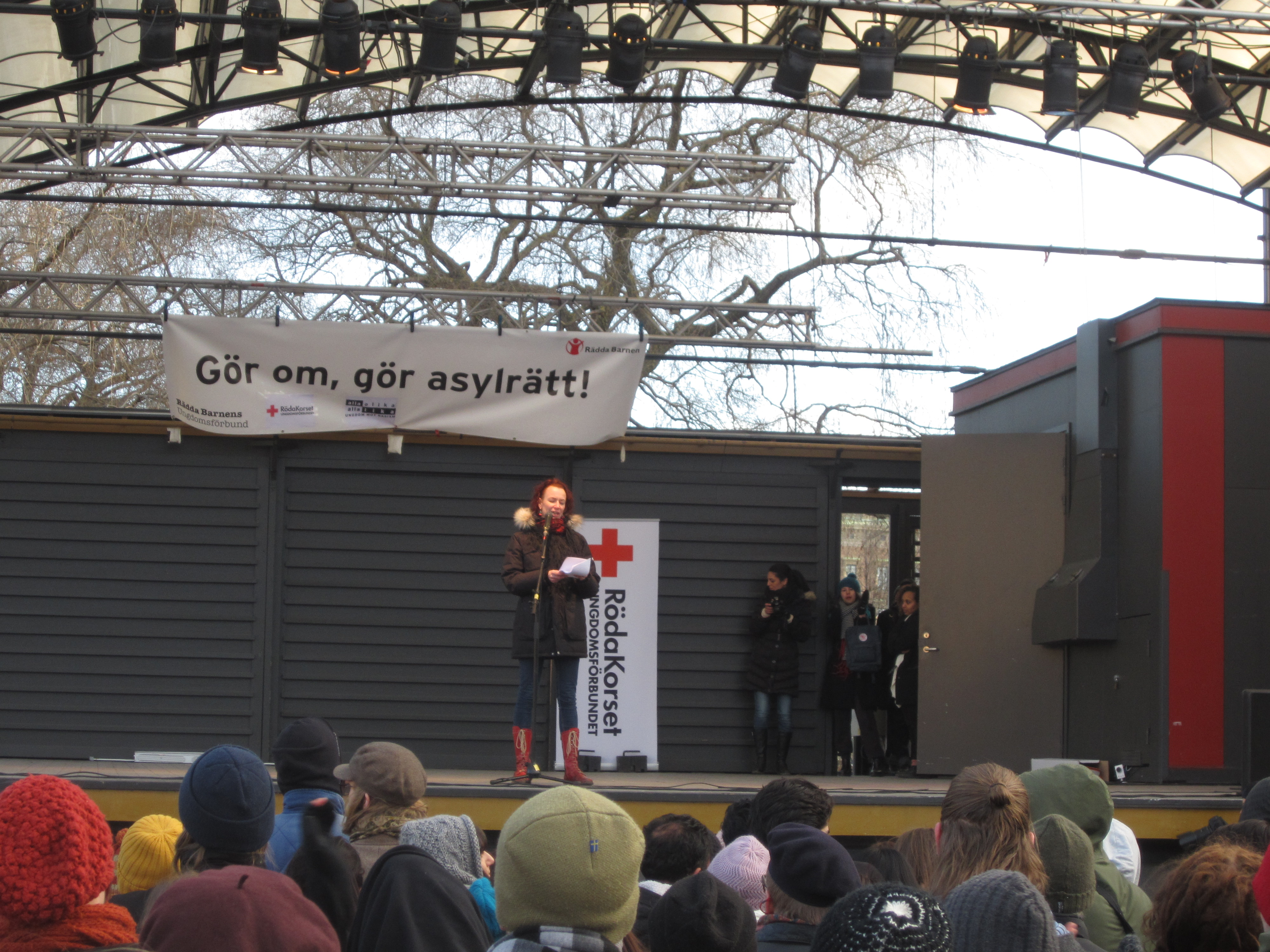
Christina Höj Larsen talar i Stockholm på en demonstration mot Sveriges migrationspolitik i mars 2013.

Höj Larsen var som riksdagsledamot Vänsterpartiets flyktingpolitiska talesperson, och kritiserade som sådan REVA samt Miljöpartiets migrationspolitiska uppgörelse med Alliansregeringen.